# Denis Podalydès
Denis Podalydès (Versailles, 22 aprile 1963) è un attore, regista, sceneggiatore e scrittore francese.

## Biografia e carriera
Denis Podalydès è nato a Versailles da madre francese e padre greco. Uno dei suoi tre fratelli è Bruno Podalydès, regista e attore. Dopo il diploma al Liceo Fénelon di Parigi avviò i suoi studi di recitazione presso la Scuola di Teatro François Florent e al Conservatorio Nazionale d'Arte Drammatica. Michel Bouquet fu un suo compagno di studi.
Per dieci anni soffrì di un "blocco teatrale"; non riusciva a entrare nei personaggi che gli venivano proposti. Iniziò quindi la sua carriera come interprete cinematografico. Alla fine degli anni Ottanta riuscì a vincere le sue insicurezze e debuttò al Théâtre de Chaillot in una commedia di Pierre Corneille intitolata La Sofonisba. Da quel momento il teatro si trasformò in una fonte di grande ispirazione. Podalydès diventò sceneggiatore, e regista di successo, vincendo due premi Molière, nelle categorie rivelazione teatrale e migliore regia. Dal 2000 è socio della Comédie Française.
Nel corso della sua carriera, iniziata nel 1989, Podalydès ha collezionato oltre centoquaranta ruoli, cinematografici e televisivi. Nel 2011, impressionò i critici con la sua interpretazione di Nicolas Sarkozy nel film La Conquête (La conquista), per la quale ottenne una candidatura al premio César per il migliore attore. Fra i suoi film più noti si citano Il primo uomo, La Chambre des officiers, Laissez-passer, La belle époque e La moglie del presidente.
Podalydès ha scritto un romanzo e alcuni saggi dedicati alla recitazione. Ha inoltre prestato la sua voce per la realizzazione di numerosi audiolibri di genere classico.

## Filmografia parziale

### Cinema
- Xenia, regia di Patrice Vivancos (1989)
- Mayrig, regia di Henri Verneuil (1991)
- Pas très catholique, regia di Tonie Marshall (1994)
- État des lieux, regia di Jean-François Richet (1995)
- Il pianeta verde (La Belle Verte), regia di Coline Serreau (1996)
- L'échappée belle, regia di Étienne Dhaene (1996)
- Comment je me suis disputé... (ma vie sexuelle), regia di Arnaud Desplechin (1996)
- En plein coeur, regia di Pierre Jolivet (1997)
- Jeanne et le garçon formidable, regia di Olivier Ducastel e Jacques Martineau (1998)
- Dieu seul me voit, regia di Bruno Podalydès (1998)
- La mort du Chinois, regia di Jean-Louis Benoît (1998)
- Rien sur Robert, regia di Pascal Bonitzer (1999)
- I figli del secolo (Les enfants du siècle), regia di Diane Kurys (1999)
- La voleuse de Saint-Lubin, regia di Claire Devers (1999)
- À l'attaque!, regia di Robert Guédiguian (2000)
- Les frères Soeur, regia di Frédéric Jardin (2000)
- Il figlio di due madri (Comédie de l'innocence), regia di Raúl Ruiz (2000)
- Liberté-Oléron, regia di Bruno Podalydès (2001)
- Mortel transfert, regia di Jean-Jacques Beineix (2001)
- La chambre des officiers, regia di François Dupeyron (2001)
- Malraux, tu m'étonnes!, regia di Michèle Rosier (2001)
- Laissez-passer, regia di Bertrand Tavernier (2002)
- Baciate chi vi pare (Embrassez qui vous voudrez), regia di Michel Blanc (2002)
- Un monde presque paisible, regia di Michel Deville (2002)
- Vert paradis, regia di Emmanuel Bourdieu (2003)
- È più facile per un cammello... (Il est plus facile pour un chameau...), regia di Valeria Bruni Tedeschi (2003)
- Il mistero della camera gialla (Le Mystère de la chambre jaune), regia di Bruno Podalydès (2003)
- Vipère au poing, regia di Philippe de Broca (2004)
- Le pont des Arts, regia di Eugène Green (2004)
- Bienvenue en Suisse, regia di Léa Fazer (2004)
- Niente da nascondere (Caché), regia di Michael Haneke (2005)
- Palais royal!, regia di Valérie Lemercier (2005)
- Les âmes grises, regia di Yves Angelo (2005)
- Le parfum de la dame en noir, regia di Bruno Podalydès (2005)
- Il codice da Vinci (The Da Vinci Code), regia di Ron Howard (2006)
- Le temps des porte-plumes, regia di Daniel Duval (2006)
- Max & Co, regia di Samuel Guillaume e Frédéric Guillaume (2007)
- La vie d'artiste, regia di Marc Fitoussi (2007)
- Chacun son cinéma, regia di Gilles Jacob (2007)
- Le quatrième morceau de la femme coupée en trois, regia di Laure Marsac (2007)
- Sagan, regia di Diane Kurys (2008)
- Coupable, regia di Laetitia Masson (2008)
- Intrusions, regia di Emmanuel Bourdieu (2008)
- Caos calmo, regia di Antonello Grimaldi (2008)
- La journée de la jupe, regia di Jean-Paul Lilienfeld (2008)
- Coluche: l'histoire d'un mec, regia di Antoine de Caunes (2008)
- Bancs publics (Versailles rive droite), regia di Bruno Podalydès (2009)
- Nat e il segreto di Eleonora (Kérity, la maison des contes), regia di Dominique Monféry (2009)
- Neuilly sa mère!, regia di Gabriel Julien-Laferrière (2009)
- Une exécution ordinaire, regia di Marc Dugain (2010)
- La conquête, regia di Xavier Durringer (2011)
- Il primo uomo (Le Premier Homme), regia di Gianni Amelio (2011)
- Omar m'a tuer, regia di Roschdy Zem (2011)
- Au galop, regia di Louis-Do de Lencquesaing (2012)
- Camille redouble, regia di Noémie Lvovsky (2012)
- Adieu Berthe - L'enterrement de mémé, regia di Bruno Podalydès (2012)
- Vous n'avez encore rien vu, regia di Alain Resnais (2012)
- Pour une femme, regia di Diane Kurys (2013)
- Les conquérants, regia di Xabi Molia (2013)
- Le grand méchant loup, regia di Nicolas & Bruno (2013)
- L'amore è un crimine perfetto (L'amour est un crime parfait), regia di Arnaud Larrieu e Jean-Marie Larrieu (2013)
- Comme un avion, regia di Bruno Podalydès (2015)
- Mister Chocolat (Chocolat), regia di Roschdy Zem (2016)
- Sono dappertutto (Ils sont partout), regia di Yvan Attal (2016)
- La meccanica delle ombre (La Mécanique de l'ombre), regia di Thomas Kruithof (2016)
- Il professore cambia scuola (Les grands esprits), regia di Olivier Ayache-Vidal (2017)
- Marie-Francine, regia di Valérie Lemercier (2017)
- Un amore sopra le righe (Mr & Mme Adelman), regia di Nicolas Bedos (2017)
- Ci rivediamo lassù (Au revoir là-haut), regia di Albert Dupontel (2017)
- Bécassine, regia di Bruno Podalydès (2018)
- Plaire, aimer et courir vite, regia di Christophe Honoré (2018)
- Neuilly sa mère, sa mère!, regia di Gabriel Julien-Laferrière (2018)
- Imprevisti digitali (Effacer l'historique), regia di Benoît Delépine e Gustave Kervern (2020)
- Tromperie, regia di Arnaud Desplechin (2021)
- Gli amori di Anaïs (Les Amours d'Anaïs), regia di Charline Bourgeois-Tacquet (2021)
- Fantasie (Les Fantasmes), regia di David e Stéphane Foenkinos (2021)
- La vita è una danza (En corps), regia di Cédric Klapisch (2022)
- Le Retour, regia di Catherine Corsini (2023)
- La moglie del presidente (Bernadette), regia di Léa Domenach (2023)
- La Petite Vadrouille, regia di Bruno Podalydès (2024)
- Making of, regia di Cédric Kahn (2023)
- La moglie del presidente, regia di Léa Domenach (2023)
- La petite vadrouille, regia di Bruno Podalydès (2024)
- Le dernier souffle, regia di Costa-Gavras (2024)

### Televisione
- Mayrig, regia di Henri Verneuil (1993)
- La mal-aimée, regia di Bertrand Arthuys (1995)
- Le fou de la tour, regia di Luc Béraud (1996)
- La divine poursuite, regia di Michel Deville (1997)
- I miserabili (Les Misérables), regia di Josée Dayan (2000)
- Zaïde, un petit air de vengeance, regia di Josée Dayan (2001)
- Sartre, l'âge des passions, regia di Claude Goretta (2006)
- Le Grand Charles, regia di Bernard Stora (2006)
- Le pendu, regia di Claire Devers (2007)
- Figaro, regia di Jacques Weber (2008)
- Un crime très populaire, regia di Didier Grousset (2008)
- Hard, regia di Cathy Verney (2008)
- L'illusion comique, regia di Mathieu Amalric (2010)
- Drumont, histoire d'un antisémite français, regia di Emmanuel Bourdieu (2011)
- Ça ne peut pas continuer comme ça!, regia di Dominique Cabrera (2012)
- La forêt, regia di Arnaud Desplechin (2014)
- Dans la tête d'un juré, regia di Emmanuel Bourdieu (2016)
- Paris etc, regia di Zabou Breitman (2017)
- Iris, serie TV (2 episodi) (2024)

### Doppiaggio
- Il dono più prezioso, regia di Michel Hazanavicius (2024)

## Doppiatori italiani
Nelle edizioni in lingua italiana dei suoi film, Denis Podalydès è stato doppiato da:
- Antonio Palumbo in I figli del secolo, Il professore cambia scuola, La vita è una danza, La Belle Époque, Making of
- Pasquale Anselmo in Imprevisti digitali, Gli amori di Anaïs
- Antonio Sanna in Laissez-passer
- Oreste Baldini in Baciate chi vi pare
- Vladimiro Conti in La meccanica delle ombre
- Danilo De Girolamo in Niente da nascondere
- Christian Iansante in Mister Chocolat
- Franco Mannella in Tromperie - Inganno
- Marco Mori in Un amore sopra le righe
- Sergio Rubini in Il primo uomo
- Raffaele Palmieri in La moglie del presidente

Come doppiatore, è stato sostituito da:
- Gaetano Varcasia in Nat e il segreto di Eleonora

## Riconoscimenti
- 1999 - Étoile d'oro per la rivelazione maschile per Dieu seul me voit (Versailles-Chantiers)
- 2015 - Candidatura al premio Globe de Cristal per la migliore pièce teatrale per Lucrèce Borgia
- 2020 - Titolo di Commendatore dell'Ordine delle arti e delle lettere

Premio Molière
- 1999 - Rivelazione teatrale per L'ispettore generale
- 2007 - Miglior regia per Cyrano de Bergerac
- 2023 - Candidatura al miglior attore in uno spettacolo teatrale pubblico per Re Lear

Premio César
- 2003 - Candidatura al migliore attore non protagonista per Baciate chi vi pare
- 2012 - Candidatura al migliore attore per La Conquête
- 2013 - Candidatura alla migliore sceneggiatura originale per Adieu Berthe
- 2019 - Candidatura al migliore attore non protagonista per Plaire, aimer et courir vite